# Борхт, Питер ван дер Старший
Питер ван дер Борхт Первый, или Петер ван дер Борхт Старший (нидерл. Pieter van der Borcht I, Peter van der Borcht; 1530, Мехелен — 1611, Антверпен) — фламандский живописец, рисовальщик и гравёр в технике офорта. Акварелист. Один из старших представителей большой семьи потомственных художников Южных Нидерландов. Сын Якоба ван дер Борхта из Мехелена, брат Паулюса ван дер Борхта; отец Питера ван дер Борхта Второго.
Считается одним из самых ранних художников-ботаников. Питер ван дер Борхт Старший также представил в северном искусстве новые темы, такие как «сцены с обезьянами» (жанр «сенжери»). Работал в Антверпене как гравёр-орнаменталист в своеобразном стиле нидерландского гротеска.

## Биография
Питер ван дер Борхт родился в Мехелене, Бельгия. Есть указания на то, что он был сыном сын Якоба ван дер Борхта из Мехелена и братом Паулюса ван дер Борхта. Впервые упоминается в Антверпене при крещении сына Бенедикта 4 декабря 1572 года; был деканом антверпенской Гильдии Святого Луки в 1580, 1588—1589 и 1591—1593 годах.
Питер ван дер Борхт записан в 1564 году как работавший в Мехелене на знаменитого издателя и типографа Христофора Плантена, который управлял издательством в Антверпене. Он снабжал Плантена рисунками для гравюр для многих научных публикаций Плантена, таких как работы Ремберта Додоенса, Каролюса Клузиуса и Матиаса де л’Обеля.
В 1572 году, когда ван дер Борхт всё ещё жил в Мехелене, город, восставший против испанских оккупантов, был захвачен и разграблен испанскими войсками под командованием герцога Альвы. Разграбление города продолжалось три дня. Ван дер Борхт и его семья смогли бежать в Антверпен. Здесь Плантен предоставил им бесплатное жилье в собственном доме.
Ван дер Борхт не покинул Антверпен и стал постоянным помощником Плантена. Он иллюстрировал множество литургических книг, изданных Плантеном, в основном для испанского рынка. Вероятно, он стал членом антверпенской Гильдии Святого Луки в 1580 году и был её деканом с 1589 по 1592 год. Некоторые историки искусства ставят под сомнение, что «Питер Верборхт, художник», ставший мастером Гильдии Святого Луки в Антверпене в 1580 году и служивший её деканом в 1591 и 1592 годах, был тем же самым, что и Питер ван дер Борхт Старший, поскольку маловероятно, что в то время негражданину было разрешено занимать высокую должность в гильдии.
У Питера был сын, которого тоже звали Питер ван дер Борхт (Второй), который стал художником.

## Творчество
Питер ван дер Борхт Старший писал в основном картины на исторические и религиозные темы. Ведутся споры о том, были ли работы, выполненные под именем Питера ван дер Борхта, созданы одним художником или несколькими с одним и тем же именем. К бесспорно атрибутированным произведениям относятся большое количество рисунков, гравюр на дереве, офортов, которые в основном использовались в качестве книжных иллюстраций. Тематика этих работ включает библейские и мифологические сюжеты, бытовые сцены, картинки с изображением месяцев и ботанические иллюстрации. Следовательно, либо художник был необычайно продуктивным и разносторонним, либо от двух до четырёх художников, действовавших в то же время, сотрудничали с ним выполнении множества заказов.
Первое опубликованное произведение искусства, приписываемое Питеру ван дер Борхту Старшему, было напечатано в 1552 году сыном Якоба ван Лисвельта Гансом ван Лисвельтом Вторым в книге Франса Верворта под названием «Dat vyants net, der booser wercken raet, visioenen ende met alder sijnder». Книга содержит семнадцать гравюр на дереве. Последняя иллюстрация представляет собой изображение Девы Марии с символом города Мехелен и подписана «Fecit Petrus van der Boercht 1552».
В 1564 году Питер ван дер Борхт сделал для Плантена рисунки для гравюр книги эмблем «Emblemata of Sambucus». За этим в 1565 году последовал заказ на создание шестидесяти рисунков растений для гербария, написанного Рембертом Додоенсом (Frumentorum, leguminum, palustrium et aquatilium herbarum historia). И автор, и издатель остались довольны качеством рисунков ван дер Борхта, и он стал постоянным иллюстратором многочисленных ботанических книг Плантена. Ван дер Борхт сделал рисунки для «Rariorum aliquot stirpium per Hispanias observatarum historia» (1567) Клузиуса (одной из самых ранних книг об испанской флоре). Оригиналы рисунков содержатся в «Libri picturati A. 16-31», хранящейся в Ягеллонской библиотеке Ягеллонского университета в Кракове (первоначально находившейся в бывшей Прусской библиотеке в Берлине).
Ван дер Борхт сделал для Плантена более 3180 ботанических акварелей. Они легли в основу иллюстраций в гравюрах на дереве.
Позже Питер ван дер Борхт начал сам гравировать свои рисунки, одним из первых он в издательстве Плантена перешёл от трудоёмкой техники ксилографии к офорту. Он также разработал ряд официальных издательских марок Плантена.
Возможно, художник отвечал и за ряд гравюр с изображением крестьянских свадеб, деревенских ярмарок и праздников по мотивам произведений фламандских живописцев, таких как Питер Брейгель Старший, и других на мифологические и исторические сюжеты.
Питер ван дер Борхт Старший способствовал распространению жанров орнаментального гротеска и «обезьяньих сцен», также называемых «singerie» («обезьяничанье»). Комические сцены с обезьянами, появляющимися в человеческих нарядах и занятых людскими делами, естественно с пародийным оттенком, — изобразительный жанр, зародившийся во фламандском искусстве в XVI веке и получивший дальнейшее развитие в XVII—XVIII веках во Франции и Германии. Питер ван дер Борхт представил обезьянье пение как самостоятельную тему около 1575 года в серии гравюр, которые прочно укоренились в художественной традиции Питера Брейгеля Старшего. Эти гравюры получили широкое распространение, и затем эту тему подхватили другие фламандские художники, в частности художники из Антверпена, такие как Франс Франкен Младший, Ян Брейгель Старший и Младший, Себастьян Вранкс и Ян ван Кессель Старший. Давид Тенирс Младший стал главным практиком этого жанра и развил его дальше вместе со своим младшим братом Авраамом Тенирсом.

## Галерея
- Издательская марка. 1551. Гравюра на дереве
- Из иллюстраций к торжественному въезду эрцгерцога Австрийского Эрнста в Антверпен в 1594 году. 1595. Офорт
- Слон. Из иллюстраций к торжественному въезду эрцгерцога Австрийского Эрнста в Антверпен в 1594 году. 1595. Офорт
- Триумфальная арка к торжественному прибытию Альбрехта и Изабеллы в Антверпен в 1599 году. 1602. Офорт
- Антверпенская ярмарка 1531 года. Между 1582 и 1588. Офорт
- Избалованные. Между 1545 и 1608. Офорт
- Крестьянский праздник. 1559. Офорт, резец
- Обезьяний детский сад (сенжери). Ок. 1585. Офорт